# Triolena izabalensis
Triolena izabalensis là một loài thực vật có hoa trong họ Mua. Loài này được Standl. & Steyerm. miêu tả khoa học đầu tiên năm 1944.